# 日本ゲートボール連合
公益財団法人日本ゲートボール連合（にほんゲートボールれんごう、英: JAPAN GATEBALL UNION、略称:JGU）は、日本のゲートボールを統括する国内競技連盟。世界ゲートボール連合、アジアゲートボール連合、日本スポーツ協会、日本レクリエーション協会に加盟している。

## 沿革
- 1984年12月 - 日本船舶振興会（のちの日本財団）の支援を受けて設立

## 主催大会
- 全日本ゲートボール選手権大会
- 全国選抜ゲートボール大会
- 全日本世代交流ゲートボール大会
- 全日本社会人ゲートボール大会
- 全国ジュニアゲートボール大会